# Pietro Massolo
Pietro Paolo Massolo (Venezia, 18 luglio 1518 – Mantova, 1590) è stato un religioso e letterato italiano, figlio del patrizio veneziano Lorenzo Massolo e di Elisabetta Querini, gentildonna veneziana, musa di Pietro Bembo e di Giovanni Della Casa.
Dopo aver ucciso la moglie nel 1537 ed essendo stato condannato alla pena capitale, nel 1538 divenne monaco, col nome di Lorenzo, in San Benedetto di Mantova ed appartenne alla Congregazione cassinese di Santa Giustina di Padova.

## Opere
- Rime Morali in quattro libri; la quarta ristampa di queste rime, fatta a Venezia da Giovanni Antonio Rampazetto nel 1583, presentò le illustrazioni e il commento di Francesco Sansovino
- Sonetti morali di M. Pietro Massolo, gentilhuomo venetiano, hora Don Lorenzo, monaco cassinese...., Editore Antonio Manutio 1557